# Goldman Environmental Prize
Goldman Environmental Prize är ett pris som delas ut varje år till gräsrotsaktivister i miljöfrågor, en från var och en av världens sex geografiska regioner: Afrika, Asien, Europa, öar och önationer, Nordamerika och Syd- och Centralamerika.  
Det kallas också för det Gröna Nobelpriset.
Priset delas ut av Goldman Environmental Foundation med huvudkontor i San Francisco, Kalifornien.  
Goldman Environmental Prize grundades 1 september 1989 av Richard N. Goldman och Rhoda H. Goldman. Den 16 april 1990 delades det första priset ut. 2019 var prissumman 200 000 USD. 

## Pristagare
Bland prisets många mottagare finns:  
- Janet Gibson (1990)
- Cath Wallace (1991)
- Wangari Maathai (1991)
- Barnens Regnskog (1991)
- Medha Patkar (1992)
- Dai Qing (1993)
- Ken Saro-Wiwa (1995)
- Marina Silva (1996)
- Alexander Nikitin (1997)
- Jacqui Katona (1999)
- Fatima Jibrell (2002)
- Humberto Rios Labrada (2010)[4]
- Yevgeniya Chirikova (2012)
- Ma Jun (2012)
- Edwin Gariguez (2012)[5]
- Berta Cáceres (2015)[6]
- Phyllis Omido (2015)[7]
- Zuzana Čaputová (2016)
- Máxima Acuña (2016)[8]
- Makoma Lekalakala (2018)[9][10]
- Francia Márquez (2018)
- Alfred Brownell (2019)[11]